# 윤선거
윤선거(尹宣擧, 1610년 ∼ 1669년 4월 21일)는 조선시대 후기의 유학자, 시인, 정치인이다. 자는 길보(吉甫), 호는 미촌(美村)·노서(魯西)·산천재(山泉齋)이다. 본관은 파평(坡平)이다. 신독재 김집의 제자이며, 인조 때 생원시에 급제하여 성균관에 들어갔다. 1636년 병자호란이 일어났을 때, 강화도로 피란하여 성문을 지키다가 점령당하였다. 이때 그의 아내는 자살하였고 그는 평민의 옷을 입고 성을 탈출하여 살았다.
그 후 비겁하게 살아남은 것을 후회하여 금산(錦山)으로 내려가 김집의 문하에서 수학하였으며, 스승 사후에도 출사하지 않고 평생을 학문 연구에 바쳐 성리학의 대가로서 이름을 떨쳤다. 그 뒤 여러 차례 관직에 임명되었으나, 살아남은 것을 자책하여 모두 사퇴, 학문에 정진하였다.
절친한 송시열(宋時烈)과 윤휴(尹鑴)가 학문적 문제로 대립하자, 중립을 취하여 오히려 오해를 산다. 그 뒤 예송 논쟁 직후에도 양자의 의견을 조정하려다가 송시열에게 윤휴와 결별할 것을 강요당하기도 한다. 송시열은 그의 오랜 친구이자 사돈이었으나, 병자호란 당시 혼자 피신한 것과, 예송 논쟁 당시 그가 윤휴의 의견을 두둔하면서 관계가 악화되었다.
죽은 후 증 이조참의에 증직되었다가 다시 아들 윤증의 현달로 증 의정부영의정(議政府領議政)에 추증(追贈)되었으나 1715년 유계(兪棨)와 함께 펴낸 《가례원류(家禮源流)》의 발문을 놓고, 노소론이 싸움을 벌여 아들 윤증과 함께 관작이 추탈당했다가 1722년(경종 2) 복관되었다. 금산군 남일면 음대리에 산천재서원이 건립되어 배향되었다. 이후 산천재서원은 영조의 서원 훼철령에 따라 1741년(영조 17년)에 훼철되었다. 저서로 <노서유고>, <노서일기> 등이 있다. 충청남도 출신으로 김장생, 김집(金集)의 문인이다. 시호는 문경(文敬)이다.

## 생애

### 생애 초기

#### 출생과 가계
미촌 윤선거는 1610년 충청남도 논산군 노성(현 논산시 광석면 오강리)에서 태어났다. 본관은 파평 윤씨로 아버지는 사간원대사간을 지낸 윤황(尹煌)이고 어머니는 창녕 성씨(昌寧成氏)로 서인의 학자 성혼(成渾)의 딸이다. 외할아버지 성혼의 학맥을 계승하였다.
고려말 조선전기의 문신 윤곤의 10대손으로, 세종대왕의 서녀 정현옹주와 결혼한 윤사로는 그의 7대 방조였다. 역시 윤필상, 정현왕후 등도 그의 7대 방조가 된다. 그러나 그의 집안은 따로 일명 노성윤씨라고도 부른다. 그의 증조(윤증의 고조)인 윤돈이 처가가 있는 충청남도 노성에 처음 정착해 '노성 윤씨'라는 별칭을 얻었다.
형은 윤순거(尹舜擧), 윤문거(尹文擧)이며, 사촌은 윤원거이고, 아들은 후일 소론의 영수가 되는 윤증(尹拯)이다. 또한 오랜 친구이자 정적인 송시열은 그의 고모부의 5촌 조카로, 훗날 이중 삼중으로 겹사돈 관계를 형성하기도 했다.
아버지인 윤황에게서 학문을 배우다가 신독재 김집(金集)의 문하에서 수학하였다. 김집은 김장생(金長生)의 아들이자 수제자의 한사람으로 그는 아버지를 통해 성혼의 학맥을 계승했고, 다른 스승인 김집을 통해 이이의 학맥을 계승했다. 김집의 문하에서 공부할 때 그는 송시열(宋時烈)을 만났는데, 이후 그는 송시열과 매우 가까이 지냈고, 훗날 송시열의 장녀가 윤선거의 형 윤문거의 며느리가 되어 사돈이 된다. 그러나 송시열은 그의 친구이면서 최대의 적으로 관계가 악화된다.

#### 성균관 수학
1633년(인조 11) 생원·진사시에 합격하고 성균관에 들어갔다.
성균관에서 공부할 때, 기개와 절개가 뛰어나고 언론이 강개하여 사우들의 추앙과 존중을 받았다. 성균관 유생 시절인 1634년(인조 12) 인조의 부친 정원군을 종묘에 모시기로 한 왕명을 정면으로 반박하는 상소를 성균관과 사학(四學)의 유생들을 거느리고 가서 올렸는데, 이때 유생들은 수업을 거부하고 성균관을 뛰쳐나와 상소에 동참했다. 당시에 올린 상소에서 그는 원종을 종묘에 들이는 것은 예법에 어긋나는 일로서 임금이 마음 내키는 대로 하는 것일 뿐이라고 격렬하게 비난했다.
이번에 종묘에 들이는 예야 말로 옛날 제왕들이 행한 적이 없습니다. 아무리 효성이 지극하여 융숭한 전례(典禮)를 거행하려 한다 하더라도 예법을 상고하지 않고 마음내키는 대로 곧장 행한다면, 이는 융숭한 이름을 갖게 되지만 도리어 융숭한 실상을 잃게 됩니다.

이어서 그는 원종을 종묘에 모실수 없는 이유를 날카롭게 지적했다.
대저 왕위에 서지 않았으면 종묘에 들이지 않는 것이 고금의 떳떳한 법인데, 원종은 이미 왕위에 선 적 없으니 이것이 종묘에 들여서는 안되는 첫째 이유입니다. 임금과 신하가 한 자리에서 제사를 받으면 예경(禮經)을 어지럽히는 일이 된다는 것이 명유들의 정론인데, 원종은 열성(烈聖)들에 대해 신하의 처지이니 이것이 둘째 이유입니다.

그는 이어서 말하기를 '더구나 종묘는 조종의 종묘이고 전하의 종묘가 아닙니다. 원종 대왕이 아무리 전하를 낳아 길러준 은혜가 있다 하더라도 조종에 대해서는 실제로 왕통을 잇고 작위를 이어받은 일이 없습니다. 그런데 어떻게 전하 개인적으로 망극한 은혜가 있다고 하여 조종의 덕을 살피는 종묘에 마음대로 들일 수 있겠습니까"라고 비판했다. 이에 인조는 "이번에 종묘에 들이는 예는 조금도 안될 것이 없다. 그리고 이는 그대들이 간여해 논할 바가 아니다. 그대들은 물러가 학업에 열중하라"는 답을 내려 유생들의 요청을 단호하게 거절했다.
요구가 받아들여지지 않자 윤선거 등의 성균관 유생들은 재차 상소하여 종묘에 들이는 왕명을 거두시라 청했으나 인조는 뜻을 굽히지 않았다.

### 성리학 연구

#### 병자호란과 학문 연구
1636년 청나라에서 사신을 보내 청나라와의 협상을 요구하자 그는 청나라와의 수교를 강력하게 반대, 성균관의 유생들을 이끌고, 명나라에 대한 의(義)를 지키기 위해 사신의 목을 벨 것을 상소했다. 이해 12월 병자호란이 일어나자 강화로 가서 권순장(權順長)·김익겸(金益謙) 등과 함께 성문을 지켰다. 이듬해 강화가 함락되자 권순장·김익겸과 처 이씨(李氏)는 자살했으나, 그는 평민의 복장으로 성을 탈출하여 목숨을 건졌다.
이때 탈출하지 못한 아들 윤증과 딸이 1명 있었는데, 아들 윤증은 자신의 족보를 쓴 수첩을 누이에게 주고 외우게 하였다. 뒤에 여진족의 노비로 끌려갔다가 여러 사람 거쳐서 의주에서 노비생활을 하던 윤선거의 딸 윤씨는 남동생인 윤증이 준 수첩 덕에 구제될수 있었다.
이해 3월 아버지 팔송 윤황이 척화(斥和)를 주장했다가 청나라의 압력을 받아 충북 영동으로 유배될 때 따라갔으며, 1638년 금산으로 옮겨 송시열·권시(權諰)·송준길·윤휴(尹鑴)·윤선도(尹善道)·이유태(李惟泰) 등과 만나고 교유하면서, 평생 예학과 역학 등의 연구에 몰두했고, 그들과 사상, 시사 문제 등을 담론하기도 하였다. 처음에는 격의 없는 담론, 사회 문제, 청나라의 침략 이후 조선이 나갈 방향, 청나라를 섬기는 것과 명나라에 대한 의리 문제로 시작하였으나, 예송 논쟁으로 바뀌면서 논쟁을 하게 된다. 그런데 오랜 친구이자 사돈이기도 했던 송시열은 그가 병자호란 당시 혼자 살아서 나왔다는 이유로 그를 경멸하였고, 윤휴, 윤선도 문제까지 겹치면서 둘의 관계는 악화로 이어진다.

#### 병자호란 이후
병자호란 이후 그는 아버지를 따라 충청남도 이산(尼山)의 선영 아래로 가서 살았는데 친구, 아내와 함께 죽지 못한 것을 죽을 때까지 병으로 여겼기 때문에 과거를 포기하고 죄인으로 자처하면서 발을 도성안에 들여놓지 않았다. 결국 효종 때부터 현종 때에 이르기까지 수십 번이나 부름을 받았으나 끝까지 관직에 나가지 않았다. 윤선거는 오랫동안 향리에 칩거하였다.
1651년(효종 2) 이래 장령·집의 등 여러 벼슬에 임명되었으나, 강화도에서 홀로 살아나온 데 대한 자책으로 관직을 맡지 않았다.
효종 3년(1652년)에 부교리 민정중(閔鼎重)에 의해 천거되었다. 윤선거는 이를 계기로 세자시강원자의(諮議)에 임명되어 비로소 조정에 나갈수 있는 기회를 얻었다. 그러나 그는 즉시 사직 상소를 올리고 사직했다.
그가 사직하자 영중추부사 이경여(李敬輿)가 다시 천거했으며, 다시 특별 천거인 별천을 가장 많이 받아 6품직으로 승진했다. 당시 이조판서 심지원이 아뢰기를, "별천 중에서 가장 많이 천거받은 자는 각별히 기용하라는 명이 있었습니다. 지금은 윤선거를 천거한 사람이 가장 많은데 초탁하여 6품으로 올려야 합니다."라고 건의하여 효종의 윤허를 받았다. 그 뒤 지평에 다시 제수되었으나 역시 사직했다. 이어 세자시강원 진선이 되었다.

#### 예학과 사문난적 논쟁
남인 윤휴가 사물의 진리를 주자만 알고 다른 사람들은 모를수 있느냐는 발언을 하여 서인과 사림 전체에 충격을 주었다. 이는 윤휴와 같은 남인들에게도 충격적인 사건이었다. 1653년(효종 4년) 윤선거는 황산서원(黃山書院)에서 송시열·유계(兪棨)·권성원(權聖源) 등과 함께 윤휴의 주자경전주해(朱子經傳註解) 변개(變改) 문제에 대하여 격론을 벌였다. 이 논쟁은 윤휴가 주자의 경전주해에 얽매이지 않고 북송(北宋) 이전의 유학을 바탕으로 새로운 경전주해를 하자, 송시열이 이를 주자학의 절대적 권위에 도전하는 사문난적(斯文亂賊)으로 규정한 데서 비롯되었다. 이때 윤선거는 윤휴의 생각도 채택하지는 않더라도 일단 인정해야 된다는 입장이었으나, 송시열과 논쟁이 길어지면서 윤휴를 변호하여 송시열과 대립된 견해를 표명했다.
1665년(현종 6) 공주 동학사(東鶴寺)에서 이이(李珥)의 연보를 간행하기 위하여 송시열과 다시 만나, 윤휴에 대한 송시열의 사문난적론과 자의대비(慈懿大妃) 복상(服喪) 문제로 비롯된 송시열과 윤휴의 예송(禮訟) 시비를 놓고 재차 논쟁을 벌였다. 1669년 송시열에게 보내는 서신인 〈기유의서 己酉擬書〉를 작성하여, 남인과 서인간의 당쟁을 지양하는 정견을 제시하면서 윤휴와 허목(許穆)의 등용을 주장했다. 또한 송시열에게도 "예론(禮論)에 관계된 윤휴(尹鑴)·허목(許穆) 등과 화해하여 그들이 감복하게 해야 한다." 며 그들을 등용하라고 권고했다. 그러나 허목은 윤선도와 함께 송시열을 강하게 비난하며 그를 사형시켜야 된다고 주장했었으므로 송시열은 이를 상당히 불쾌하게 여겼다.
윤휴 등 남인의 학문적 견해와 정치적 태도에 대한 서인 내부의 의견 차이에서 비롯한 송시열과의 갈등은, 뒷날 아들 윤증과 송시열의 대립으로 이어져 노소분당의 한 계기로 작용하게 된다.

### 생애 후반

#### 윤휴와 송시열의 갈등 중재
윤휴는 중용의 주석을 놓고 연구를 거듭한 끝에 주자의 주석에 오류 가 많다고 선언했다. 윤휴는 서슴없이 자기 주장을 펴며 이를 바로잡겠다고 큰소리쳤다. 이 소리가 송시열의 귀에까지 들어갔다. 송시열은 고향 회덕에서 가까운 논산군 연산의 황산서원을 찾아갔다. 여기에서 윤선거를 만났다. 송시열은 두 사람이 잘 어울려 지낸다는 사실도 알고 있었다.
윤휴는 실로 사문(斯文)의 난적(亂適)이오. 혈기를 지닌 사람이면 누구나 그의 죄를 성토해야 하거니와 춘추의 법에 따르면 난적을 다스리는 데에는 반드시 먼저 붙좇는 무리부터 다스리라고 하였으니 참임금이 일어난다면 그대가 마땅히 윤휴보다 먼저 죄를 받을 것이오.

그는 송준길과 함께 윤휴와 송시열 사이의 갈등을 중재하려 노력하였다. 그러나 오히려 송시열에게 호된 비판을 듣게 된다.

#### 황산서원과 동학사 모임
윤휴는 주희의 학설에 맹목적으로 추종하는 태도를 배격하고 오히려 주희와 대등한 입장에서 독자적으로 경전을 해석하는 방향으로 나갔다. 중용에 대한 주희의 주석의 오류를 찾아낸 윤휴는 자기가 새로 주석하여 가르친다거나, 주희의 학설이라도 틀릴 수 있다, "천하의 이치를 어찌 주자 혼자만 안단 말인가? 주자는 내 학설을 인정하지 않겠지만, 공자가 살아온다면 내 학설이 이길 것이다" "공자라 할지라도 잘못된 것은 잘못되었다고 해야 한다. 내가 보기에 공자도 잘못된 것이 있다" 라고 하였다. 송시열은 윤휴에게 선현을 모독하는 행위라며 중단할 것을 촉구했으나 윤휴는 오히려 자신의 정당성을 주장했다.
송시열과 이유태는 이 문제를 두고 1653년 황산서원에서 동료 친구들을 모아서 이 문제를 토론한다. 여기에는 윤선거, 권시, 유계(兪棨) 등이 참여하였다. 1653년(효종 4년) 윤7월 송시열은 윤선거, 유계 등 10여명의 저명한 서인 학자들(대전 부근 지역 출신)과 황산서원(黃山書院, 논산 강경)에 모여 시회(詩會)를 열었다. 황산서원은 조광조, 이황, 이이, 성혼의 위패를 모신 사당으로 송시열은 이 선현들 앞에서 윤휴를 단죄하려 한 것이다. 윤선거는 윤휴를 높이 보며, 그 학문이 높고 깊다고 했다. 반면 송시열은 윤휴가 사문난적과 같다고 극렬하게 비난했다.
그러자 윤선거는 "우리는 경전의 깊은 뜻을 다 알지 못하오. 그러나 의리(義理)는 천하의 공물(公物; 모두가 소유하는 것)인데, 그대는 지금 윤휴에게 감히 말도 못하게 함은 무엇 때문인고. 주자 이후에도 경전에 대하여 조금씩 주해한 것이 많이 있지 않는가" 라며 반박하였다. 윤선거의 반박에 송시열은 '주자가 논한 바는 그 이후 지금까지 한가지 이치라도 분명하지 않은 것이 없고, 한 글자라도 흐린 것이 없다. 만일 여기에 의심이 있으면 주자의 글에 대하여 그 분명하지 않은 점을 지적하면 될 것이지 윤휴는 왜 마음대로 주자의 중용 주석의 일부를 버리고 자기 주장을 대신 내세우는가?" 윤선거 - "그것은 윤휴가 고명(高明)함이 지나쳐서 실수한 것이다." 송시열이 이에 격노하여 "그대는 주자가 윤휴만큼 고명하지 못하단 말인가? 윤휴가 도리어 주자보다 더 고명하단 말인가?'라며 따졌다. 이에 윤선거는 '내가 말한 '고명(高明)'이란 말은 실수이고, 윤휴가 주석 만든 것은 다만 경솔한 소치일 것이다'라며 해명하니 송시열은 내가 사문난적이라 한 것은 바로 그 '경솔함'을 말한 것일 뿐이다." "그대는 윤휴의 재주와 기지가 특히 고명하다고 탄복하는데, (옛날 중국의 역적들인) 왕망, 동탁, 조조 같은 무리가 다 고명했으니, 윤휴도 그들과 같은 글-도둑이다. 그대도 그와 협조했으니, 이후에 만일 임금이 춘추의 법(春秋大義)에 따라 죄를 다스릴 때에는 (그 추종자를 먼저 치는 법인데), 그때 그대가 윤휴에 앞서 죄를 받을 것이다.'라고 강하게 나왔다. 윤선거는 윤휴와 결별할 것을 선언하였다.
그러나 윤선거는 계속 윤휴와 교제하였고, 송시열과 이유태 등은 동학사에서 또 한차례 친구 동료들을 모아 토론하였다. 송시열 윤선거 이유태 등 몇 사람은 다시 공주 동학사에 모였다. 이 모임에서 다시 윤휴에 대해서 종일 논쟁하다 해가 저물게 되었다. 이에 그날 저녁 토론이 끝나갈 무렵 송시열이 윤선거에게 길게 논쟁할 것 없다. 간단히 말해서, 주자가 옳으냐, 윤휴가 옳으냐? 어느 쪽이 옳고 어느 쪽이 그른지 한마디로 말하라며 추궁했다. 윤선거는 한참을 생각하다가 "옳고 그름(是非) 보다도 흑백으로 본다면 주희는 백, 윤휴는 흑이며 음양(陰陽)으로 본다면 주희는 양, 윤휴는 음이다." 라고 말하고 그 자리를 빠져 나왔다. 이에 이유태는 윤선거가 원래 비겁한 사람으로, 오늘 그의 대답은 믿을 수 없다고 했다. 이어 윤휴는 음이며 절교를 하겠다고 주장하였다. 그런데 1655년 봄에 윤선거가 편지를 송시열에게 보내서, 흑백론-음양론은 표현상 그런 것이고, 윤휴의 인격을 말한 것은 아니다 라고 했다. 이에 송시열은 윤선거에 대해서 풀기 어려운 악감정을 가졌다. 그리고 송시열은 윤선거를 잠재적인 논적으로 보고 경계하게 되었다.

#### 최후
1669년에 그가 죽기 직전까지도 임금은 올라오기를 계속 하명했으나, 그는 끝내 상소만 올리고 나아오지 않았다.
하찮은 인물에도 끼지 못하는 신의 실상을 조정의 위아래 인사가 이미 모두ㅜ 아는데 분수상 받을 수 없는 은전이 아직도 멈추지 않으며, 신의 자식 윤증(尹拯)애게도 격외의 특전이 배풀어져 아울러 부름을 받았습니다. 교지가 거듭 내려 영광이 매우 특별하니 신 부자의 외람됨은 말할 것도 없겠지만, 현우(賢愚)를 구분하지 않고 형식을 갖추어 예우함으로써 우리 조정의 어진 이를 부르는 성대한 예를 한갓 사방의 웃음거리로 만들었으니 어찌 식자들이 탄식할 일이 아니겠습니까? 바라건대 유사에게 명하시어 신 부자의 이름을 삭제하시고, 앞으로도 부르는 교지를 거두소서.

효종과 현종은 여러 차례 그를 불렀지만 그는 병자호란 당시 혼자 살아남았다는 죄책감과 부끄러움 때문에 관직에 나가지 않았다. 김집이 그를 용납하고 그에게 아무 잘못이 없다 하고 받아주었으나 그는 평생 이에 대한 자책감을 짊어지고 갔다.
그는 죽기 직전까지도 벼슬하지 않겠다는 뜻을 결코 꺾지 않았으며, 심지어 그의 아들에게 내려진 벼슬까지 거두어줄 것을 간청했다. 1669년(현종 10년) 4월에 사망하니 당시 나이 59세였다. 그가 죽었다는 소식을 들은 현종은 "윤선거의 나이가 몇 살이었는가? 내가 한번도 만나지 못했는데 갑자기 이렇게 되었으니, 정말 슬픈 일이다"라고 애석해했다. 또한 참찬 송준길은 "사우(스승과 동료)간에 윤선거를 엄탄지신(嚴憚之臣)이 될만 하다고 했는데 불행히 일찍 죽었으니, 정말 국가의 불행입니다."하고 탄식했다.

### 사망 직후
그는 죽기 전 송시열에게 보내는 편지 한 통을 남겼다. 이 편지에서 그는 남인 윤휴와 허적을 참람한 무리로 단정하기는 어려우며 지나치게 경직된 태도를 버리고 폭넓게 생각하라며 그들에게 먼저 손을 내민다면 그들 역시 감동하여 송시열을 따를 것이라며 화해를 청하는 내용을 담고 있었다. 그러나 발송 직전에 그가 사망함으로써 부치니 못했고, 이는 기유년에 썼다 하여 '기유의서'(己酉擬書)라 한다. 그 뒤 이 편지는 1673년 윤증이 스승인 송시열에게 군사부일체이며 친구이기도 했던 둘 사이에 원한이나 의혹이 한점 있어서는 안된다며 송시열에게 전했는데, 편지를 보고 송시열이 이를 수용하지 않고 오히려 악감정을 품음으로써 송시열과 윤증이 결별하는 원인의 하나가 된다.
사후 그에게는 이조참의가 추증되었다. 그에 대한 추증은 당시 의정부좌참찬 송준길의 건의에 따른 것이었는데, 송준길이 아뢴 바를 보면 "윤선거는 국가에서 예우하던 신하인데 하루아침에 갑자기 죽어 사우들이 모두 애석해합니다. 윤선거가 항상 죄인으로 자처하여 소장(梳章)에까지 한번도 직함을 쓰지 않은 것은 성상께서도 아시는 바입니다. 사후 명정(銘旌)에도 '성균 생원'이라 썼다 하니, 그 예우하는 도리로 증직하는 것이 마땅합니다.라고 했다.
그의 장례식 때 윤휴가 찾아오자 윤선거의 문도들은 받아들여서는 안된다고 주장하였다. 그러나 윤증은 윤휴의 문상을 받아들였는데, 윤휴는 제문에서 윤선거에게 '자기 주장을 세우지 못하고 송시열에게 끌려다니기만 했다'며 그를 조롱하는 제문을 남겼다. 윤증은 윤휴의 문상을 받아준 것을 크게 후회했다고 한다. 동시에 윤선거가 생전에 윤휴와는 만나지 않겠다고 송시열, 이유태 등에게 약속했으면서도 따로 윤휴와 만난 사실이 알려졌고, 윤선거에 대한 송시열의 감정은 오랜 친구에 대한 추모에서 증오로 변질된다. 그 뒤 다시 증 대광보국숭록대부 의정부영의정이 추증되었는데 이는 아들 윤증의 영귀에 의한 것이었다.

### 추증과 추탈
1710년(숙종 36) 의정부영의정에 추증되고, 1711년 문경(文敬)의 시호가 내려졌이다. 그러나 그의 작위와 시호는 여러번 추탈과 복작을 거듭한다. 1714년 1월에 문집인 노서유고(魯西遺稿)가 간행되었는데, 그해 7월 신구(申球)가 상소를 올려 그의 문집 노서유고에 효종을 무함한 내용이 있다고 고발했다. 이듬해에는 유계(兪棨)와 함께 찬술한 《가례원류》 (家禮源流)의 발문, 저자 문제를 둘러싸고 1715년(숙종 41) 노론·소론 간의 싸움이 일어나 노론계의 공격을 당했다.
그의 유저에 효종을 모함했다는 내용이 시비거리가 되면서 치열한 논란 끝에 결국 문집은 압수되어 소각당하고 활자는 훼판(毁板)당하였으며 서원의 사액을 철거하며 선정(先正)의 칭호를 박탈당했다. 1717년 아들 윤증의 관작과 함께 추증된 관작을 박탈당했다가 경종 즉위 후 소론이 집권하면서 1722년(경종 2년) 부자가 함께 관작을 회복했다.
1776년(정조 즉위년) 5월 정조의 특명으로 추탈되었다가 1782년(정조 6년) 다시 최종 복권되었다. 이후 계속 그와 그의 아들 윤증의 관작을 추탈하라는 노론계열의 상소는 고종 때까지 계속되었다.

### 사후
그 뒤 아들 윤증이 송시열에게 아버지의 묘갈(墓碣)을 청탁하였으나 송시열이 자신은 인용만 한다고 무성의하게 적었고, 그의 병자호란 때 비신을 비꼬자 감정대립이 격화, 서인이 노론과 소론으로 분파된 하나의 원인을 제공하였다.
영춘(永春)의 송파서원(松坡書院), 전남 영광의 용암사(龍巖祠), 노성의 노강서원(魯岡書院) 등에 제향되었다. 저서로는 《노서유고》 (魯西遺稿) · 《계갑록》(癸甲錄) · 《우계연보후설(牛溪年譜後說)》 등이 있고, 작품으로는 김집 묘갈(金集 墓喝), 안방준 묘갈명 등이 있다.

## 저서

### 저서 및 작품
- 《노서유고》 (魯西遺稿)
- 《계갑록》(癸甲錄)
- 《우계연보후설》 (牛溪年譜後說)
- 《노서일기》

### 공저
- 《가례원류》 (家禮源流, 유계와 공저)

### 작품
- 안방준묘지명(安邦俊 墓誌銘)
- 김집 묘갈(金集 墓喝)

### 시
滿地梨花白雪香(만지이화백설향) / 이화꽃 흰눈처럼 땅에가득 향기론데
東方無賴捐幽芳(동방무뢰연유방) / 봄바람 얄궂게도 진꽃마저 흩날리오
春愁漠漠心如海(춘수막막심여해) / 시름은 아득아득 바다인양 깊어가는데
棲燕雙飛綾畵樑(서연쌍비능화량) / 쌍쌍이 나는제비 들보위에 새집짖네

## 가족 관계
우암 송시열과는 이중삼중으로 겹사돈이었는데, 윤선거의 손자 윤행교가 송시열의 친척인 송기후의 사위이고, 아들 윤증은 권시의 사위인데, 권시의 다른 딸이 송시열의 며느리가 된다. 또한 조카 윤박이 송시열의 사위였고, 사촌 누이는 송시열의 사촌형 송시형에게 시집갔다. 그리고 고모부는 송희조인데 송시열의 아버지 송갑조의 사촌형제였다.
- 할아버지 윤창세(尹昌世)
  - 고모 : 파평 윤씨
  - 고모부 : 송희조(宋熙祚, 송시열의 아버지 송갑조의 사촌[15])
- 아버지 : 윤황(尹煌),호 팔송(八松) 대사간, 이조참의, 諡 문정(文正)
- 어머니 : 창녕성씨, 우계 성혼의 女
  - 형 : 윤순거(尹舜擧, 1596년 - 1668년) 호 동토(童土)
  - 형 : 윤문거(尹文擧, 1606년 - 1672년 10월, 호는 석호(石湖)), 諡 충경(忠敬)
    - 조카 : 윤박(尹搏) - 송시열의 사위
- 숙부 : 윤전(尹烇, 세자시강원필선) 호 후촌(後村), 諡 충헌(忠憲)
- 숙모 : 해평윤씨, 해평부원군 윤근수의 손녀, 윤환(尹晥)의 딸
  - 사촌 형 : 윤원거(尹元擧, 1601년 - 1672년) 호 용서(龍西)
  - 사촌 누이 : 파평 윤씨
  - 사촌 매부 : 송시형(宋時瑩, 송시열의 사촌 형[16])
- 부인 : 공주이씨 이장백李長白의 女
  - 아들 : 윤증, 호는 명재
    - 손자 : 윤행교(尹行敎)-송기후의 사위

  - 아들 : 윤추(尹推) 호는 농은
  - 아들 : 윤발(尹撥)
  - 아들 : 윤졸(尹拙)
  - 아들 : 윤읍(尹挹)
  - 사위 : 박세후 -박세당의 형
    - 외손자 : 박태보[17](朴泰輔, 1654년 ~ 1689년 5월 4일[17])
- 사돈 : 송기후(宋基厚, 우암 송시열의 5촌 조카)
- 외할아버지 : 성혼(成渾)
- 외증조부 : 성수침
- 외종증조부 : 성세순
- 사돈 : 윤근수

## 평가
성리학에는 당대의 대가였으며, 예론에도 정통하였다. 절친한 송시열(宋時烈)과 윤휴(尹鑴)가 학문으로 대립하자, 윤휴의 사상에 비판적이었으나 윤휴의 사상도 일단 존중받아야 된다는 입장을 취했다가 송시열과 논쟁하게 되었다. 이후 송시열과 윤휴 사이에서 중립적 태도를 취하여 오히려 송시열은 물론이고 같은 서인측으로부터도 오해를 사게 되었다. 문장과 글씨에 능하였다.

## 사상과 신념

### 윤휴와의 관계
백호 윤휴는 그의 사돈이었다. 그의 누이가 안동권씨 권준과 결혼했는데 권준은 경주 부윤(慶州府尹) 권첩의 아들이다. 권첩의 넷째 딸이자 매제 권준의 누이동생이 백호 윤휴와 결혼하였다.
윤휴는 광해군 정권때인 소년시절부터 오랜 친구였다. 그러나 윤휴가 사물의 도를 주자만 알고 나는 모르느냐며 성리학에 이의를 제기하자 그는 이를 경계하였다.
처음 윤휴와 토론하다 논쟁이 벌어지자 윤선거는 그의 주장이 과격하다며 조심할 것을 권고하였다. 윤선거는 몇번의 서신을 보내 윤휴를 설득하였으나 윤휴가 고집을 굽히지 않자 윤선거는 절교를 선언했다. 그러나 송시열과 윤휴 사이에 적대적으로 돌변하자 그는 송시열에게 꾸준히 서신을 보내고 설득하여 윤휴와 허목 등을 등용할 것을 설득하였으나 받아들여지지 않는다.

### 송시열과의 관계
오랜 친구였다가 원수로 돌변한 송시열과도 인척관계였다. 송시열은 윤선거와 개인적으로 친구였고, 윤선거의 아들 윤증이 송시열의 제자 중 한사람이었다. 그러나 병자호란 당시 윤선거 혼자 생존했던 강화도 사건을 계기로 송시열이 윤선거를 경멸하면서 윤선거와 송시열의 관계가 멀어진다. 이는 송시열과 윤증과의 관계 악화로까지 이어져 회니논쟁과 노론, 소론 분당의 원인이 된다.
윤증은 송시열의 제자였고, 윤선거는 송시열의 어릴 적부터 친구였다. 그런데 윤선거의 할아버지 윤창세(尹昌世)는 윤황(尹煌)과 윤전(尹烇) 형제와 딸 1명을 두었다. 윤창세의 사위인 은진송씨 송희조(宋熙祚)는 송시열의 당숙이 된다. 또, 윤창세의 아들 윤전의 딸이 사촌 형 송시형(宋時瑩)과 결혼한다. 송시열의 사촌 형수는 윤선거의 사촌 누이가 되고, 송시열의 당숙모는 윤선거의 고모였다.
윤황(尹煌)은 윤문거(尹文擧)와 윤선거 형제를 두는데, 윤문거의 아들 윤박(尹搏)이 송시열의 딸과 결혼하였다. 윤선거의 손자이자 윤증의 아들 윤행교(尹行敎)는 다시 은진송씨 송기후(宋基厚)의 딸과 결혼하는데, 송기후는 송시열의 5촌 조카이자, 사촌동생 송시염(宋時琰)의 아들이다.

## 행력
- 광해군 2 1610 1세 5월 28일, 부친의 임소인 靈光 官衙에서 태어나다.
- 인조 4 1626 17세 公州李氏와 혼인하다.
- 인조 11 1633 24세 생원, 진사시에 합격하다.
- 인조 12 1634 25세 태학생으로서 元宗祔廟禮에 반대하는 소를 올리다.
- 인조 14 1636 27세 태학의 疏頭가 되어 後金의 사신을 목베고 和議를 배척할 것을 상소하다. ○ 12월, 胡亂이 일어나자 모친을 모시고 江都로 들어가다.
- 인조 15 1637 28세 1월 23일, 부인 이씨가 순절하다. ○ 權順長, 金益兼, 金尙容 등과 城牒을 지키며 死守를 약속하였으나 성이 함락되자 홀로 빠져나와 南漢山城으로 가다. ○ 3월, 부친 八松公 尹煌이 永同으로 유배가자 따라가다.
- 인조 16 1638 29세 永同에서 돌아온 후 부친의 명에 따라 과거를 포기하고 錦山에 은거하다.
- 인조 17 1639 30세 부친상을 당하다. 형제들과 함께 여묘살이를 하다.
- 인조 19 1641 32세 복을 마치고 錦山으로 돌아오다.
- 인조 20 1642 33세 市南 兪棨와 麻霞山에 山泉齋를 짓고 講學에 전념하다. ○ 兪棨와 「家禮源流」를 편차하다.
- 인조 22 1644 35세 여름, 宋時烈, 李惟泰, 兪棨와 新安寺에 모여 古禮를 연구하고 「心經」을 강하다.
- 인조 23 1645 36세 아들 尹拯의 冠禮를 「家禮」에 따라 행하다. ○ 조정으로 돌아가는 兪棨를 전송하다.
- 인조 24 1646 37세 尼山 石江에 새 거처를 정하다. ○ 愼獨齋 金集을 찾아 뵙고 宋時烈, 李惟泰와 遯巖書院에서 만나다.
- 인조 25 1647 38세 墳菴에서 宗會를 열다. ○ 金集을 찾아가 外舅인 牛溪 成渾의 碑文을 수정하다.
- 인조 26 1648 39세 牛溪 年譜를 편차하다. 栗谷 年譜와 한질로 묶어서 후에 江陵 松潭書院에서 간행하다. ○ 安邦俊의 「混定錄」과 鄭澈의 「觀時錄」을 참고하여 宣祖年間 黨爭과 倭亂의 시말을 적은 「癸甲錄」 4책을 편차하다. ○ 9월, 모친상을 당하다.
- 인조 27 1649 40세 愼獨齋에게 牛溪의 墓表를 부탁하다.
- 효종 1 1650 41세 兪棨와 宋時烈에게 편지를 보내 兩賢從祀에 대해 의논하다. ○ 鄭澈 年譜를 교정, 산삭하다.
- 효종 2 1651 42세 3월, 전설사 별검에 제수되었으나 나가지 않다. ○ 兪棨에게 편지를 보내 後天說을 논하다. ○ 왕자 사부에 제수되었으나 나가지 않다.
- 효종 3 1652 43세 淸陰 金尙憲을 곡하다. ○ 學行으로 천거되어 召命이 내리다.
- 효종 4 1653 44세 丙子胡亂 때 江都에서 죽지 못한 일로 引咎하여 체차되다. ○ 龍西公 尹元擧와 함께 兪棨를 찾아가 「周易」을 강하다. ○ 5월, 尼山 魯西書院에서 鄕約을 강하다. ○ 宋時烈과 黃山書院에서 만나 尹鑴의 배척 문제로 갈등이 생기다. ○ 형조 좌랑에 제수되었으나 나가지 않다.
- 효종 5 1654 45세 兪棨, 宋時烈, 李惟泰 등과 臯蘭寺에 모여 虎巖에서 뱃놀이를 하다. ○ 美村에 새로 거처를 정하다.
- 효종 6 1655 46세 「疑禮問解」를 교정하다. ○ 浦渚 趙翼을 곡하다. ○ 10월, 지평으로 소명이 내리자 果川에 올라가 상소하고 돌아오다.
- 효종 7 1656 47세 장령에 제수되었으나 나가지 않다. ○ 윤5월, 愼獨齋 金集을 哭하다.
- 효종 8 1657 48세 朴知誡의 아들 朴由淵이 찾아와 受學하다. ○ 6월, 시강원 진선에 제수되었으나 상소하여 체차되다.
- 효종 9 1658 49세 소명이 있자 闕下에 나가 陳情疏를 올리다. ○ 4월, 姜沆의 「睡隱集」을 교정하다. ○ 宋浚吉에게 편지하여 鄭介淸의 일을 의논하다. ○ 7월, 兪棨와 七山書院에서 만나 「近思源流」를 편차하다.
- 효종 10 1659 50세 司業에 제수되었으나 나가지 않다. ○ 조정에 黨爭의 조짐이 있자 李惟泰와 兪棨에게 편지를 보내 경계하다. ○ 5월, 孝宗이 승하하자 달려가 곡하고 돌아오다. ○ 宋時烈과 거취의 문제로 편지하다. ○ 상의원 정에 제수되어 소명이 있었으나 상소하여 사직하다.
- 현종 1 1660 51세 慈懿大妃 服制 문제에 대해 尹鑴에게 답하다. ○ 尹鑴가 宋時烈의 四種說에 반대하여 宗統說을 지지하자 송시열이 윤휴와 절교할 것을 종용하다.
- 현종 2 1661 52세 尹鑴의 배척에 관한 문제를 宋時烈, 權諰와 편지로 의논하다. ○ 「近思後錄」과 「淵源錄」을 편차하였으나 완성하지 못하다.
- 현종 5 1664 55세 市南 兪棨를 곡하다. ○ 金剛山, 頭陀山, 太白山을 유람하고 龜潭, 島潭을 둘러보다.
- 현종 6 1665 56세 鄭澈 遷葬時 挽詞를 짓다. ○ 4월, 상이 온천에 행차하자 行宮에 나가 拜辭하고 돌아오다. ○ 閔維重의 부탁으로 重峯 趙憲의 遺稿를 교정하다.
- 현종 7 1666 57세 李元祿이 왕명으로 찾아와 「小學諺解」의 개찬을 물었으나 대답하지 않다.
- 현종 8 1667 58세 「朱子書節要」를 하사받다. ○ 「牛溪續集」을 편차하다. ○ 滄浪 成文濬의 문집을 교정하다.
- 현종 9 1668 59세 仲兄 尹商擧의 喪을 당하다. ○ 滄江 趙涑과 鄭弘溟의 조카인 鄭瀁을 곡하다. ○ 왕이 온천에 행차하여 부르자 상소하여 사양하다.
- 현종 10 1669 60세 중형 童土公 尹舜擧를 哭하다. ○ 〈擬與懷川書〉를 짓다. ○ 4월, 병으로 竹里에서 졸하다. 왕명으로 喪需와 役軍을 지급하다. ○ 이조 참의에 추증되다. ○ 8월 24일, 交河縣 法興鄕에 장사 지내다.
- 현종 12 1671 - 아들 尹拯이 年譜를 짓다.
- 숙종 1 1675 - 魯岡書院에 배향되다.
- 숙종 36 1710 - 領議政에 추증되다.
- 숙종 37 1711 - ‘文敬’이란 시호를 내리다.
- 숙종 38 1712 - 아들 尹拯이 문집을 간행하다.
- 숙종 42 1716 - 문집 중에 孝宗을 무함한 글이 있다는 이유로 文集의 훼판, 賜額書院의 철거, 先正 칭호의 금지라는 ‘병신처분’이 내렸으며, 다음 해 아들 尹拯과 함께 관작이 추탈되다.
- 경종 2 1722 - 관작이 회복되고, 書院이 다시 설치되다.
- 영조 52 1776 - 정조가 즉위한 후 다시 관작 추탈, 賜額書院의 철거, 문집 훼손을 명하다.
- 정조 6 1782 - 아들 尹拯과 함께 관작이 회복되다

## 같이 보기
| - 병자호란 - 정묘호란 - 주화파 - 김상헌 - 김상용 - 최명길 - 윤증 - 윤원거 - 윤문거 - 윤선도 - 윤휴 - 민유중 - 이이 - 성혼 - 김집 | - 예송 논쟁 - 회니시비 - 경신환국 - 숙종 - 김장생 - 김수항 - 김수흥 - 김태일 - 권시 - 민암 - 민종도 - 민정중 - 송익필 - 송한필 - 이서우 | - 예송 논쟁 - 남인 - 노론 - 소론 - 김자점 - 김익훈 - 송시열 - 송시형 - 송갑조 - 송준길 - 허적 - 허목 |

## 참고 문헌
- 인조실록
- 효종실록
- 현종실록
- 연려실기술
- 송자대전